# 横廠式中島トラクター試作水上機
横廠式中島トラクター試作水上機（よこしょうしきなかじまトラクターしさくすいじょうき）は、大日本帝国海軍が試作した水上機。

## 概要
1914年（大正3年）、横須賀海軍工廠（横廠）造兵部飛行機工場は、日本海軍式水上機に続いて牽引式（トラクター式）の国産水上機の開発を開始。中島知久平機関大尉を設計主務者として、1915年（大正4年）2月に試作一号機を完成させた。その後、井上一二男大尉をパイロットとして飛行試験が行われたが、離水後高度約5 mにまで上昇した所で姿勢を崩し、墜落大破した。その後、1915年9月に二号機が製作されて試験が行われ、さらに1916年（大正5年）6月にはエンジンを変更した三号機も製作された。しかし、フランス機を改造国産化したモ式ロ号乙型水上機のほうが実用性が高かったため、本機は試作のみに終わった。
機体は木製骨組に羽布張りの複葉機で、双フロートを持つ。設計はファルマン式およびドゥペルデュサン式のものを参考としていた。一、二号機はベンツ製F-Dエンジンを搭載していたが、三号機ではサルムソン製160 hpエンジンに変更されている。

## 諸元
- 全長：9.00 m
- 全幅：19.00 m
- 全高：4.00 m
- 主翼面積：69.0 m2
- エンジン：ベンツ F-D 水冷直列6気筒（最大115 hp） × 1
- 最大速度：100 km/h
- 乗員：2名